# Kehe
Kehe (kinesiska: 可河乡, 可河) är en socken i Kina. Den ligger i provinsen Sichuan, i den sydvästra delen av landet, omkring 490 kilometer söder om provinshuvudstaden Chengdu. Antalet invånare är 4 649. Befolkningen består av 2 264 kvinnor och 2 385 män. Barn under 15 år utgör 24,0 %, vuxna 15-64 år 64 %, och äldre över 65 år 10,0 %.
Genomsnittlig årsnederbörd är 1 040 millimeter. Den regnigaste månaden är juli, med i genomsnitt 231 mm nederbörd, och den torraste är mars, med 15 mm nederbörd.